# Cyligramma obscurior
Cyligramma obscurior là một loài bướm đêm trong họ Noctuidae.